# Educação democrática
Uma escola democrática, mais precisamente uma escola de educação democrática, é uma escola que se baseia dentro de uma linha chamada Pedagogia Libertária ou Gestão Democrática em princípios democráticos, e em especial na democracia participativa, e que dentro dessas regras dá direitos de participação iguais para estudantes, professores e funcionários.
Esses ambientes ou espaços de ensino colocam os jovens estudantes e as suas vozes como os atores centrais do processo educacional, em cada aspecto das operações da escola, incluindo aprendizagem, ensino e liderança. Os adultos, professores são pedagogos e facilitadores que participam do processo educacional auxiliando nas atividades de acordo com os interesses dos estudantes que as escolheram.
Assim, todos estão democraticamente comprometidos numa construção colectiva do espaço comum e na responsabilidade das relações com o outro. É uma perspectiva que fala da educação como uma função colectiva.
Numa escola democrática dá-se aos estudantes a possibilidade de gerir o seu tempo. Em muitas escolas, não existe a obrigatoriedade de freqüentar sequer as aulas. Os estudantes, após compreenderem todo o sistema e se conhecerem melhor, são livres para decidir o que acham que devem fazer. Dessa forma aprendem a ter iniciativa. Eles também ganham a vantagem do aumento na velocidade e no aproveitamento do aprendizado, como acontece quando alguém está praticando uma atividade que é do seu interesse. Os estudantes dessas escolas são responsáveis por si e têm o poder de dirigir seus estudos desde muito novos.
A aprendizagem na Educação Democrática baseia-se no estímulo e no exercício do desejo de conhecer e ensinar.
Segundo Helena Singer, tem três princípios:
- "O primeiro é a autogestão. As pessoas que participam de uma experiência de Educação Democrática são responsáveis por ela.
- O segundo é o prazer do conhecimento. Acredita-se que o conhecimento traz alegria, prazer, e por isso as pessoas se envolvem com ele, não sendo necessárias punições ou disciplinas.
- E o terceiro é que não há hierarquia no conhecimento. O conhecimento científico, o conhecimento académico, o conhecimento comunitário, o conhecimento tradicional, o conhecimento religioso, todos os conhecimentos são valorizados, respeitados e crescem justamente no seu conctato."[3]

A psicóloga Manuela Machado Duarte Rodrigues, ao fazer a comparação entre a escola de ensino tradicional e uma que siga um método democrático, entre uma sala de aula onde "se ensina” e uma sala de aula “orientada para que se aprenda”, diz:
- "Na primeira, a responsabilidade do processo ensino/aprendizagem recai sobre uma só pessoa, e os métodos são habitualmente repetitivos e constantes: o professor expõe, e é exigido ao aluno que ouça com atenção."
- "Numa sala cujo professor acredita no protagonismo dos alunos para a aquisição dos seus próprios conhecimentos, as actividades de aprendizagem realizam-se de várias maneiras de acordo com os saberes, imaginação, motivação e interesses de cada um dos alunos. A responsabilidade aqui é partilhada sendo que os alunos não estão pacifica e atentamente a ouvir mas activos no processo de apropriação dos saberes."[4]

## História
A escola democrática mais antiga ainda em funcionamento é Summerhill na Inglaterra, que foi fundada em 1921 por A.S. Neill baseada nas suas ideias e como é uma escola particular, não recebe dinheiro público, não é obrigada a atender os padrões governamentais. Nos Estados Unidos da América, exemplos conhecidos de escolas bem-sucedidas são a Sudbury Valley School, Play Mountain Place, The Circle School e Albany Free School. Na Austrália, a Currambena Primary School que existe desde 1969 e a Escola da Ponte em Portugal.
Atualmente, só em redes como a IDEM articulam cerca de 500 escolas que se identificam como escolas democráticas, em países como Austrália, Brasil, Canadá, Dinamarca, Finlândia, Israel, Japão, Nova Zelândia, Rússia, África do Sul, Holanda, Inglaterra e Estados Unidos da América.
Desde 1993 ocorre, anualmente, o International Democratic Education Conference (IDEC), em um país diferente a cada ano.

## Tendências nos Estados Unidos da América
No começo dos anos 70 ocorreu a criação de escolas democráticas financiadas pelo governo norte-americano.
A criação da NOVA Project Alternative High School em Seattle em 1973 é o melhor exemplo. Com os crescentes rigores da moderna reforma educacional, nos anos 90 ocorreu uma volta às práticas de democracia escolar e aumento de seu uso em escolas públicas. Hoje, organizações incluindo The Big Picture Company, a Coalition of Essential Schools, e SoundOut incorporam os princípios de escolas democráticas nos esforços de reforma da educação pública.
O desenvolvimento de escolas livres, popularizadas na década de 70 por Jonathan Kozol, normalmente aplicam os princípios de governança democrática com educação humanística.